# Paradidactylia brivioi
Paradidactylia brivioi är en skalbaggsart som beskrevs av Rudolph Petrovitz 1961. Paradidactylia brivioi ingår i släktet Paradidactylia och familjen Aphodiidae. Inga underarter finns listade i Catalogue of Life.